# جفرسون‌سیتی
جفرسون‌سیتی مرکز ایالت میزوری آمریکاست. جمعیت این شهر با احتساب حومه ۱۴۹٬۸۰۷ نفر است.

## مراکز علمی-فرهنگی
دانشگاه لینکلن در این شهر قرار دارد. دانشگاه میزوری در کلمبیا، بزرگ‌ترین دانشگاه ایالت نیز در ۲۵ دقیقه‌ای شمال این شهر قرار دارد.

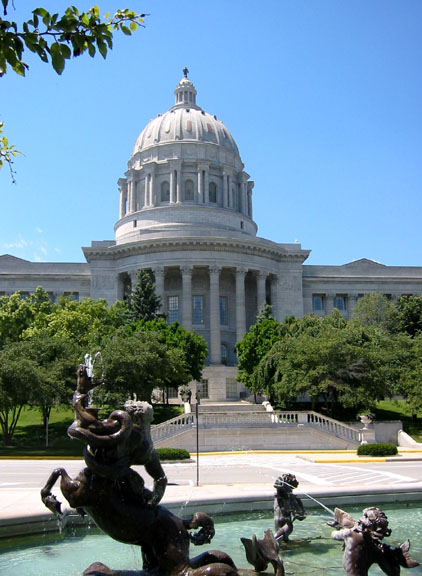
کاپیتول ایالت میزوری